# Lindia truncata
Lindia truncata is een raderdiertjessoort uit de familie Lindiidae. De wetenschappelijke naam van deze soort is voor het eerst geldig gepubliceerd in 1894 door Jennings.